# Miroslav Brumerčík
Miroslav Brumerčík (* 10. September 1976 in Zvolen, Tschechoslowakei) ist ein ehemaliger slowakisch-kroatischer Eishockeyspieler.

## Karriere

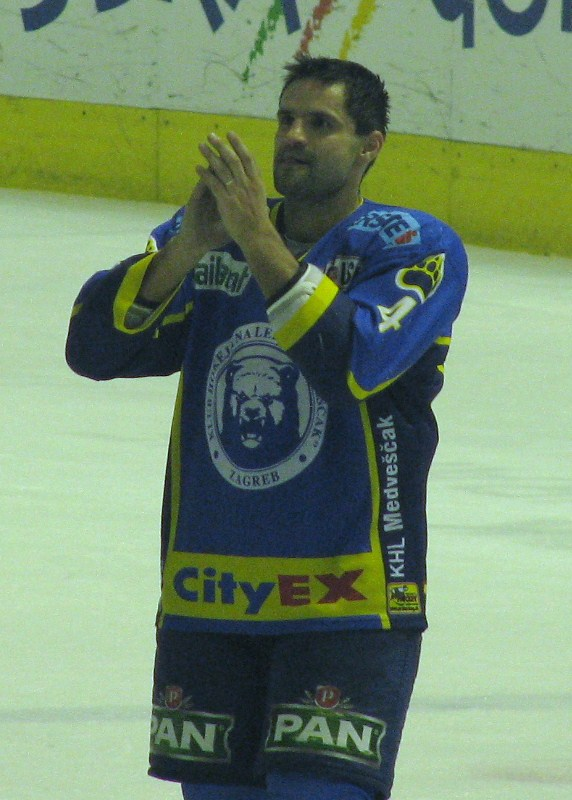
Brumerčík im Trikot des KHL Medveščak Zagreb

Miroslav Brumerčík absolvierte sein erstes Profispiel beim slowakischen Klub HKm Zvolen in der Spielzeit 1993/94. In der Saison 1997/98 bestritt er, neben einigen Partien für den HKm Zvolen, auch Spiele für den HC 05 Banská Bystrica. In der Spielzeit 2000/01 wechselte Brumerčík zunächst nach Schweden zum HC Vita Hästen, um dann ab der Spielzeit 2001/02 wieder in der Slowakei für den HKm Zvolen und HC Ytong Brno auf dem Eis zu stehen.
Es folgten ab dem Meisterschaftswettbewerb 2002/03 Spiele für den HK Aquacity ŠKP Poprad und HKm Zvolen. Miroslav Brumerčík wechselte zum Saisonbeginn 2003/04 erneut ins Ausland, nach Kroatien zum dortigen Rekordmeister KHL Medveščak Zagreb. Mit diesem gewann er 2004, 2005, 2006 und 2007 vier Mal in Folge den kroatischen Meistertitel und wurde parallel – wie zuvor schon beim HKm Zvolen – auch in der multinationalen Interliga eingesetzt.
Zwischen 2007 und 2009 stand Brumerčík für den HC 05 Banská Bystrica in der slowakischen Extraliga auf dem Eis. Gegen Ende der Saison 2008/09 kehrte er nach Kroatien zu seinem Ex-Klub KHL Medveščak Zagreb zurück und wurde am Saisonende mit seiner Mannschaft erneut nationaler Meister. Ab der Saison 2009/10 stand er für Medveščak in der Österreichischen Eishockey-Liga auf dem Eis. Nach der Spielzeit 2010/11 beendete Brumerčík seine Spielerkarriere.

### International
Für Kroatien nahm Brumerčík an den Weltmeisterschaften der Division II 2007 und 2011 sowie den Weltmeisterschaften der Division I 2006, 2008, 2009 und 2010 teil. Zudem vertrat er seine Farben beim Qualifikationsturnier für die Olympischen Winterspiele in Vancouver 2010.

## Erfolge und Auszeichnungen
| - 2004 Kroatischer Meister mit dem KHL Medveščak Zagreb - 2005 Kroatischer Meister mit dem KHL Medveščak Zagreb - 2006 Kroatischer Meister mit dem KHL Medveščak Zagreb | - 2007 Kroatischer Meister mit dem KHL Medveščak Zagreb - 2009 Kroatischer Meister mit dem KHL Medveščak Zagreb |

### International
- 2007 Aufstieg in die Division I bei der Weltmeisterschaft der Division II